# Григорьев, Николай Петрович
Николай Петрович Григорьев (1822—1886) — диссидент-петрашевец, потомственный дворянин.

## Биография
Отец — Пётр Богданович Григорьев, полковник Преображенского лейб-гвардии полка, затем — генерал-майор; в 1800 получил от Павла I орден св. Иоанна Иерусалимского. Мать — Екатерина Яковлевна, урождённая Скрипицына, дочь надворного советника Якова Ф. Скрипицына.
Н. П. Григорьев приходился дядей П. Д. Боборыкину, который указывал, что он учился в Пажеском корпусе. Поручик лейб-гвардии конно-гренадерского полка.
Принимал активное участие в собраниях у М. В. Петрашевского, а затем у С. Ф. Дурова.

## Подпольная деятельность. Последствия
Принимал участие в подготовке антиправительственной литературы для издания в подпольной типографии, задуманной петрашевцами, написал агитационный рассказ, разоблачающее высшие административные и военные круги — «Солдатская беседа», прочитанный в апреле 1849 года у Н. А. Спешнева. Григорьев, по свидетельству поэта А. Н. Майкова, со слов Достоевского, входил в тайную семерку, объединившуюся идеей революционного переворота.
Был арестован 23 апреля 1849 года, приговорён к смертной казни, выведен на расстрел в присутствии своего полка 22 декабря 1849 года. Но по конфирмации расстрел был заменён 15 годами каторжных работ — отправлен в Шилкинский завод Нерчинского округа, где обострилось у него начавшееся ещё в Петропавловской крепости психическое заболевание. С. П. Трубецкой сообщал И. И. Пущину в июне 1850 года о Григорьеве: «Последний совершенно уничтожен и телесно и нравственно <…>. Он, говорят, многого не помнит и делает иногда о себе вопросы, которые изумляют других». В 1856 году был выпущен на поселение и в 1857 году в состоянии умственного расстройства отдан на попечение родных в Нижний Новгород.